# Королівський кубок Саудівської Аравії з футболу
Королівський кубок Саудівської Аравії з футболу — найдавніший футбольний клубний турнір у Саудівській Аравії, який проводиться під егідою Федерації футболу Саудівської Аравії. Переможець змагання представляє країну у Лізі чемпіонів АФК.

## Історія
Турнір виник у 1957 році та проводився до 1990 року. У 2007 році змагання відновилось знову під назвою «Королівський кубок чемпіонів» та проводилось серед 6 кращих команд Саудівської Аравії, а також володарів Кубка наслідного принца Саудівської Аравії і Кубка Федерації футболу Саудівської Аравії. З 2014 року змагання отримало назву «Королівський кубок» і повернулось до свого історичного формату. Тоді у турнірі взяли участь 153 команди.
За успішний виступ у турнірі встановлені призові. Переможець змагання отримує 5,5 мільйонів, а фіналіст - 4 мільйони Саудівських ріалів.

## Формат
У кубку змагаються команди всі 153 команди з Саудівської Аравії. 14 команд із Професійної ліги та 16 команд з Першого дивізіону розпочинають турнір із 1/16 фіналу. Інші команди змагаються у попередньому етапі, два переможці якого також проходять до 1/16 фіналу.
Розіграш кубка проводиться за системою плей-оф. Переможець пари визначається за підсумками одного матчу, який проводиться на полі команди, що визначається жеребкуванням.

## Фінали
| Сезон     | Переможець              | Рахунок                 | Фіналіст                |
| --------- | ----------------------- | ----------------------- | ----------------------- |
| 1956-57   | Аль-Вахда               | 4-0                     | Аль-Іттіхад             |
| 1957-58   | Аль-Іттіхад             | 3-0                     | Аль-Вахда               |
| 1958-59   | Аль-Іттіхад             | 2-0                     | Аль-Вахда               |
| 1959-60   | Аль-Іттіхад             | 3-0                     | Аль-Вахда               |
| 1960-61   | Аль-Хіляль              | 3-2                     | Аль-Вахда               |
| 1961-62   | Аль-Аглі                | 1-0                     | Ер-Ріяд                 |
| 1962-63   | Аль-Іттіхад             | 3-0                     | Аль-Хіляль              |
| 1963-64   | Аль-Хіляль              | 0-0 пен. 3-1            | Аль-Іттіхад             |
| 1964-65   | Аль-Аглі                | 3-1                     | Аль-Іттіфак             |
| 1965-66   | Аль-Вахда               | 2-0                     | Аль-Іттіфак             |
| 1966-67   | Аль-Іттіхад             | 0-0 пен. 5-3            | Ан-Наср                 |
| 1967-68   | Аль-Іттіфак             | 4-2                     | Аль-Хіляль              |
| 1968-69   | Аль-Аглі                | 1-0                     | Аш-Шабаб                |
| 1969-70   | Аль-Аглі                | 2-0                     | Аль-Вахда               |
| 1970-71   | Аль-Аглі                | 2-0                     | Ан-Наср                 |
| 1971-72   | змагання не проводились | змагання не проводились | змагання не проводились |
| 1972-73   | Аль-Аглі                | 2-1                     | Ан-Наср                 |
| 1973-74   | Ан-Наср                 | 1-0                     | Аль-Аглі                |
| 1974-75   | змагання не проводились | змагання не проводились | змагання не проводились |
| 1975-76   | Ан-Наср                 | 2-0                     | Аль-Аглі                |
| 1976-77   | Аль-Аглі                | 3-1                     | Аль-Хіляль              |
| 1977-78   | Аль-Аглі                | 1-0                     | Ер-Ріяд                 |
| 1978-79   | Аль-Аглі                | 4-0                     | Аль-Іттіхад             |
| 1979-80   | Аль-Хіляль              | 3-1                     | Аш-Шабаб                |
| 1980-81   | Ан-Наср                 | 3-1                     | Аль-Хіляль              |
| 1981-82   | Аль-Хіляль              | 3-1                     | Аль-Іттіхад             |
| 1982-83   | Аль-Аглі                | 1-0                     | Аль-Іттіфак             |
| 1983-84   | Аль-Хіляль              | 4-0                     | Аль-Аглі                |
| 1984-85   | Аль-Іттіфак             | 1-1 пен. 4-3            | Аль-Хіляль              |
| 1985-86   | Ан-Наср                 | 1-0                     | Аль-Іттіхад             |
| 1986-87   | Ан-Наср                 | 1-0                     | Аль-Хіляль              |
| 1987-88   | Аль-Іттіхад             | 1-0                     | Аль-Іттіфак             |
| 1988-89   | Аль-Хіляль              | 3-0                     | Ан-Наср                 |
| 1989-90   | Ан-Наср                 | 2-0                     | Ат-Таавун               |
| 1991-2006 | змагання не проводились | змагання не проводились | змагання не проводились |
| 2007-08   | Аш-Шабаб                | 3-1                     | Аль-Іттіхад             |
| 2008-09   | Аш-Шабаб                | 4-0                     | Аль-Іттіхад             |
| 2009-10   | Аль-Іттіхад             | 0-0 дч пен. 5-4         | Аль-Хіляль              |
| 2010-11   | Аль-Аглі                | 0-0 дч пен. 4-2         | Аль-Іттіхад             |
| 2011-12   | Аль-Аглі                | 4-1                     | Ан-Наср                 |
| 2012-13   | Аль-Іттіхад             | 4-2                     | Аш-Шабаб                |
| 2013-14   | Аш-Шабаб                | 3-0                     | Аль-Аглі                |
| 2014-15   | Аль-Хіляль              | 1-1 дч пен. 7-6         | Ан-Наср                 |
| 2015-16   | Аль-Аглі                | 2-1 дч                  | Ан-Наср                 |
| 2016-17   | Аль-Хіляль              | 3-2                     | Аль-Аглі                |
| 2017-18   | Аль-Іттіхад             | 3-1                     | Аль-Фейсали             |
| 2018-19   | Ат-Таавун               | 2-1                     | Аль-Іттіхад             |
| 2019-20   | Аль-Хіляль              | 2-1                     | Ан-Наср                 |
| 2020-21   | Аль-Фейсали             | 3-2                     | Ат-Таавун               |
| 2021-22   | Аль-Файха               | 3-2                     | Аль-Хіляль              |
| 2022-23   | Аль-Хіляль              | 1-1 дч пен. 7-6         | Аль-Вахда               |
| 2023-24   | Аль-Хіляль              | 1-1 дч пен. 5-4         | Ан-Наср                 |
| 2024-25   | Аль-Іттіхад             | 3-1                     | Аль-Кадісія             |

## Титули за клубами
| Команда     | Перемоги | Фінали |
| ----------- | -------- | ------ |
| Аль-Аглі    | 13       | 5      |
| Аль-Хіляль  | 11       | 8      |
| Аль-Іттіхад | 10       | 8      |
| Ан-Наср     | 6        | 9      |
| Аш-Шабаб    | 3        | 3      |
| Аль-Вахда   | 2        | 6      |
| Аль-Іттіфак | 2        | 4      |
| Ат-Таавун   | 1        | 2      |
| Аль-Фейсали | 1        | 1      |
| Аль-Файха   | 1        | -      |
| Ер-Ріяд     | -        | 2      |
| Аль-Кадісія | -        | 1      |